# Дивися, як падають люди
«Дивися, як падають люди» (фр. Regarde les hommes tomber) — французький дебютний фільм режисера Жака Одіара поставлений у 1994 році. Фільм відмічено трьома «Сезарами» — за найкращий режисерський дебют (Жаку Одіару), найперспективнішому актору (Матьє Кассовітцу) та монтаж (Жюльєт Вельфлін). На премію також номінувався сценарій авторства Жака Одіара та Алена Ле Анрі (за романом Тері Вайта «Трикутник») .

## Синопсис
Симон (Жан Янн), представник «візитно-типографського» бізнесу, п'ятдесятирічний похмурий чоловік, якого, здається, вже ніщо не цікавить і не може розворушити. Усе змінюється, коли невідомі відправляють його єдиного товариша, поліцейського Міккі у кому. Симон йде з дому і кидає роботу, щоб знайти і покарати винних.
За два роки до цього літній аферист-бродяга-здирник-картяр Маркс (Жан-Луї Трентіньян) бере шефство над тупуватим, але вірним, немов песик, Джоні (Матьє Кассовітц), навчаючи його своїм численним кримінальним премудростям.

## В ролях
| Жан-Луї Трентіньян | ···· | Маркс       |
| Жан Янн            | ···· | Симон       |
| Матьє Кассовітц    | ···· | Джоні       |
| Бюль Ож'є          | ···· | Луїза       |
| Кристін Паскаль    | ···· | Сандрін     |
| Івон Бек           | ···· | Міккі       |
| Ів Веровен         | ···· | гомосексуал |
| Марк Кітті         | ···· | інформатор  |
| Роже Мольєн        | ···· | Марлон      |
| П'єр Гіймен        | ···· | пан Верну   |

## Визнання
| Нагороди та номінації фільму «Дивися, як падають люди» | Нагороди та номінації фільму «Дивися, як падають люди» | Нагороди та номінації фільму «Дивися, як падають люди» | Нагороди та номінації фільму «Дивися, як падають люди» | Нагороди та номінації фільму «Дивися, як падають люди» | Нагороди та номінації фільму «Дивися, як падають люди» |
| Рік                                                    | Нагорода                                               | Категорія                                              | Номінант                                               | Результат                                              |                                                        |
| ------------------------------------------------------ | ------------------------------------------------------ | ------------------------------------------------------ | ------------------------------------------------------ | ------------------------------------------------------ | ------------------------------------------------------ |
| 1995                                                   | Премія «Сезар»                                         | Найкращий дебютний фільм                               | Жак Одіар                                              | Перемога                                               |                                                        |
| 1995                                                   | Премія «Сезар»                                         | Найперспективніший актор                               | Матьє Кассовітц                                        | Перемога                                               |                                                        |
| 1995                                                   | Премія «Сезар»                                         | Найкращий монтаж                                       | Жульєт Вельфлін                                        | Перемога                                               |                                                        |
| 1995                                                   | Премія «Сезар»                                         | Найкращий оригінальний або адаптований сценарій        | Жак Одіар, Ален Ле Анрі                                | Номінація                                              |                                                        |